# Chrysler by Chrysler
Der Chrysler by Chrysler ist ein Luxus-PKW, der von 1971 bis 1976 von Chrysler Australia hergestellt wurde. (Auf dem Wagen war nur der Name Chrysler ohne weitere Modellbezeichnung zu lesen.)

## Serie CH
Der erste Chrysler by Chrysler der Serie CH wurde im November 1971 als Nachfolger des Chrysler VIP eingeführt und konkurrierte mit dem Ford Fairlane und dem Holden Statesman auf dem Markt der australischen Luxusautomobile. Es gab eine 4-türige Limousine und ein 2-türiges Hardtop-Coupé. Der Chrysler basierte auf dem VH Valiant, wobei er auf der Bodengruppe des Hardtop-Coupés aufgebaut war. Der Radstand des Chrysler entsprach mit 2921 mm dem des Valiant Hardtop-Coupés, 102 mm länger als der der Valiant-Limousine. Auch unterschied sich der Chrysler in seiner äußeren Erscheinung wesentlich vom Valiant; er besaß eine Front mit Doppelscheinwerfern, einen Kühlergrill mit Chromrahmen und Rücklichter, die um die Fahrzeugecken griffen. Die Frontansicht erinnerte deutlich an das 1971er-US-Modell Dodge Coronet. Eine lange Liste serienmäßiger Ausstattung hob den Chrysler zusätzlich vom Valiant ab: Scheibenbremsen vorne, Servolenkung, ein Radio mit Druckknöpfen und elektrisch ausfahrbarer Antenne, Teppichboden im Kofferraum, getönte Seitenfenster mit elektrischen Fensterhebern, Leuchten an den Türunterseiten und Leseleuchten für die Rücksitzpassagiere. Besondere Sorgfalt verwandte man auch auf  die Reduzierung von NVH durch schallschluckendes Material.
Angetrieben wurde der Wagen serienmäßig von einem Chrysler-Hemi-Sechszylinder-Reihenmotor mit 4343 cm³ Hubraum. Auf Wunsch konnte stattdessen auch ein V8-Motor aus australischer Fertigung mit 5899 cm³ Hubraum bestellt werden. In jedem Falle kam ein dreistufiges TorqueFlite-Automatikgetriebe aus den USA zum Einsatz.

## Serie CJ
Eine überarbeitete Version des Chrysler, Serie CJ, erschien im Mai 1973, einen Monat nach dem VJ Valiant. Die Design-Änderungen am Chrysler waren minimal. Der CJ Chrysler wurde nur als 4-türige Limousine gebaut, während das 2-türige Hardtop-Coupé weiterhin als CH Chrysler ausgeliefert wurde.

## Serie CK
Ein überarbeiteter CK Chrysler kam zusammen mit dem VK Valiant im Oktober 1975 heraus. Auch diesmal waren die Veränderungen geringfügig. Der V8-Motor wurde auf höhere Leistung und sparsameren Verbrauch getrimmt, aber am 1. Juli 1976 musste dieser Motor dennoch auf Grund strengerer Abgasvorschriften durch einen V8 mit 5211 cm³ Hubraum ersetzt werden.
Im Oktober 1976 wurde die Produktion des CK Chrysler eingestellt, als die CL-Serie von Valiant und Regal eingeführt wurde. Diese Modellpalette enthielt einen Chrysler Regal SE Sedan (Limousine), die im Endeffekt den Chrysler ersetzte, obwohl er nicht den längeren Radstand und die bessere Ausstattung des Chrysler aufwies.